# Хмаровка (Винницкая область)
Хмаровка (укр. Хмарівка, пол. Chmarówka) — село на Украине, находится в Бершадском районе Винницкой области.
Население по переписи 2001 года составляет 585 человек. Занимает площадь 16,72 км².

## Адрес местного совета
24430, Винницкая область, Бершадский р-н, с. Чернятка, ул. Ленина, 3